# LOVE & HOPE 〜ヒューマン・ケア・プロジェクト〜
LOVE & HOPE 〜ヒューマン・ケア・プロジェクト〜（ラブ アンド ホープ ヒューマン・ケア・プロジェクト）はTOKYO FM・JFN系列で放送された番組である。2011年4月4日放送開始、2020年3月31日放送終了。

## 概要
前月に発生した東日本大震災で被災した人たちへのケアを行うための支援を行う企画として開始したが、現在は地域活性と防災減災の「いま」を伝える5分番組。放送開始 - 2018年6月は10分番組として放送されていた。
2011年10月からは一部系列局を除いて、朝のワイド番組内の1コーナーとして放送している。同時に2018年6月までは全国同時ネットだったことから生放送で進行していたが、同年7月からは先行放送を行うネット局が出たため予め収録したものが放送される。

## 放送時間
- 2011年4月 - 9月：月曜 - 木曜 17:30 - 17:40
  - TOKYO FMの場合、ネット局により放送時間が異なっていた。
- 2011年10月 - 2018年6月：平日 6:30 - 6:40（TOKYO FM / JFNC「クロノス」内の1コーナーとして放送）[1]
- 2018年7月 - 2020年3月：平日 6:25 - 6:30（TOKYO FM/JFNC「クロノス」→「ONE MORNING」内の1コーナーとして放送）

## 歴代パーソナリティ
2011年10月 - 2018年6月は内包しているワイド番組のパーソナリティーとアシスタントが出演していたが、同年7月以降はパーソナリティー単独での出演に変更された。
- 古賀涼子（2011年4月 - 9月）
- 高橋万里恵（2011年10月 - 2018年3月）
- ケリーアン（2018年4月 - 6月、月曜 - 水曜担当）
- 綿谷エリナ（2018年4月 - 6月、木曜 - 金曜担当）
- 中西哲生（2011年4月 - 2019年3月、2016年4月からは月曜 - 木曜担当）
- 速水健朗（2016年4月 - 2019年3月、金曜担当)
- 鈴村健一（2019年4月1日 - 2020年3月31日、月曜 - 木曜[2]）
- 山崎樹範（2019年10月4日 - 2020年3月27日、金曜）
- ハードキャッスル エリザベス（2019年4月1日 - 2020年3月31日、鈴村若しくは山崎が休演の場合に代演）

## ネット局
★印は2020年3月現在、「radiko」（プレミアム含む）で聴取可能な放送局。放送時間の早い順から記載。
| 放送対象地域   | 放送局名                                     | 放送時間                                 | 備考        |
| -------------- | -------------------------------------------- | ---------------------------------------- | ----------- |
| 東京都         | エフエム東京（TOKYO FM）★                    | 平日 6:25 - 6:30                         | 制作局      |
| 北海道         | エフエム北海道（AIR-G'）★                    | 平日 6:25 - 6:30                         |             |
| 岩手県         | エフエム岩手（FM IWATE）★                    | 平日 6:25 - 6:30                         |             |
| 宮城県         | エフエム仙台（Date fm）★                     | 平日 6:25 - 6:30                         |             |
| 秋田県         | エフエム秋田（AFM）                          | 平日 6:25 - 6:30                         |             |
| 山形県         | エフエム山形（Rhythm Station）               | 平日 6:25 - 6:30                         |             |
| 福島県         | エフエム福島（ふくしまFM）★                  | 平日 6:25 - 6:30                         |             |
| 群馬県         | エフエム群馬（FM GUNMA）★                    | 平日 6:25 - 6:30                         |             |
| 栃木県         | エフエム栃木（RADIO BERRY）★                 | 平日 6:25 - 6:30                         |             |
| 新潟県         | エフエムラジオ新潟（FM-NIIGATA）★            | 平日 6:25 - 6:30                         |             |
| 石川県         | エフエム石川（HELLO FIVE）★                  | 平日 6:25 - 6:30                         |             |
| 富山県         | 富山エフエム放送（FMとやま）★                | 平日 6:25 - 6:30                         |             |
| 福井県         | 福井エフエム放送（FM FUKUI）★                | 平日 6:25 - 6:30                         |             |
| 長野県         | 長野エフエム放送（FM長野）★                  | 平日 6:25 - 6:30                         |             |
| 静岡県         | 静岡エフエム放送（K-mix）★                   | 平日 6:25 - 6:30                         |             |
| 岐阜県         | エフエム岐阜（FM GIFU）★                     | 平日 6:25 - 6:30                         |             |
| 三重県         | 三重エフエム放送（レディオキューブ FM三重）★ | 平日 6:25 - 6:30                         |             |
| 大阪府         | エフエム大阪（FM OH!）★                      | 平日 6:25 - 6:30                         | [ 3 ]       |
| 兵庫県         | 兵庫エフエム放送（Kiss FM KOBE）★            | 平日 6:25 - 6:30                         |             |
| 滋賀県         | エフエム滋賀（e-radio）★                     | 平日 6:25 - 6:30                         |             |
| 山口県         | エフエム山口（FMY）★                         | 平日 6:25 - 6:30                         |             |
| 島根県・鳥取県 | エフエム山陰（V-air）                        | 平日 6:25 - 6:30                         |             |
| 岡山県         | 岡山エフエム放送（FM OKAYAMA）               | 平日 6:25 - 6:30                         |             |
| 香川県         | エフエム香川（FM香川）★                      | 平日 6:25 - 6:30                         |             |
| 愛媛県         | エフエム愛媛（JOEU-FM）★                     | 平日 6:25 - 6:30                         |             |
| 高知県         | エフエム高知（Hi-Six）★                      | 平日 6:25 - 6:30                         |             |
| 徳島県         | エフエム徳島（FM TOKUSHIMA）                 | 平日 6:25 - 6:30                         |             |
| 福岡県         | エフエム福岡（FM FUKUOKA）★                  | 平日 6:25 - 6:30                         |             |
| 佐賀県         | エフエム佐賀（FMS）                          | 平日 6:25 - 6:30                         |             |
| 長崎県         | エフエム長崎（FM Nagasaki）★                 | 平日 6:25 - 6:30                         |             |
| 大分県         | エフエム大分（Air-Radio FM88）★              | 平日 6:25 - 6:30                         |             |
| 熊本県         | エフエム熊本（FMK）★                         | 平日 6:25 - 6:30                         |             |
| 宮崎県         | エフエム宮崎（JOY FM）                       | 平日 6:25 - 6:30                         |             |
| 鹿児島県       | エフエム鹿児島（μFM）★                       | 平日 6:25 - 6:30                         |             |
| 沖縄県         | エフエム沖縄（FM沖縄）★                      | 平日 6:25 - 6:30                         |             |
| 愛知県         | エフエム愛知（FM AICHI）★                    | 平日 5:55 - 6:00                         | [ 4 ]       |
| 青森県         | エフエム青森（AFB）★                         | 平日 6:15 - 6:20                         | [ 5 ] [ 6 ] |
| 広島県         | 広島エフエム放送（HFM）★                     | 月曜 - 木曜 6:25 - 6:30 金曜 5:50 - 5:54 | [ 7 ]       |